# Oude Boteringestraat
De Oude Boteringestraat is een straat in het centrum van Groningen. De straat loopt vanaf de Grote Markt naar het noorden. De oudste bebouwing in Groningen lag waarschijnlijk aan deze straat. De Boteringestraat ligt in het verlengde van de Hondsrug. De straat loopt door aan de noordkant van de Diepenring als Nieuwe Boteringestraat. Samen met het Hoge der A behoort de Boteringestraat tot de best bewaarde stukken van de historische stad.

## Bijzondere panden
De Boteringestraat heeft steeds een voornaam karakter gehad; de bebouwing wordt gedomineerd door grote herenhuizen. Winkels zijn in de straat niet veel te vinden.
Vlak bij de Grote Markt vestigden zich in de negentiende eeuw de uitgevers J.B. Wolters en P. Noordhoff. De panden van de gefuseerde uitgeverij werden in de jaren tachtig van de twintigste eeuw bekend als het gekraakte Wolters-Noordhoff Complex (WNC). Een deel is gesloopt om plaats te maken voor nieuwbouw van de Openbare Bibliotheek. Een van de oudste panden van de stad, het Calmershuis, bleef gespaard.
Tegenover het Calmershuis staat, een eind van de straat af in een steegje de Doopsgezinde kerk.
Ten noorden van de Broerstraat staat het oude gebouw van de Rechtbank uit 1755. Later werd in het pand een deel van de Theologische faculteit van de universiteit gevestigd.
Even verderop zetelt het college van bestuur van de universiteit in een monumentaal pand.

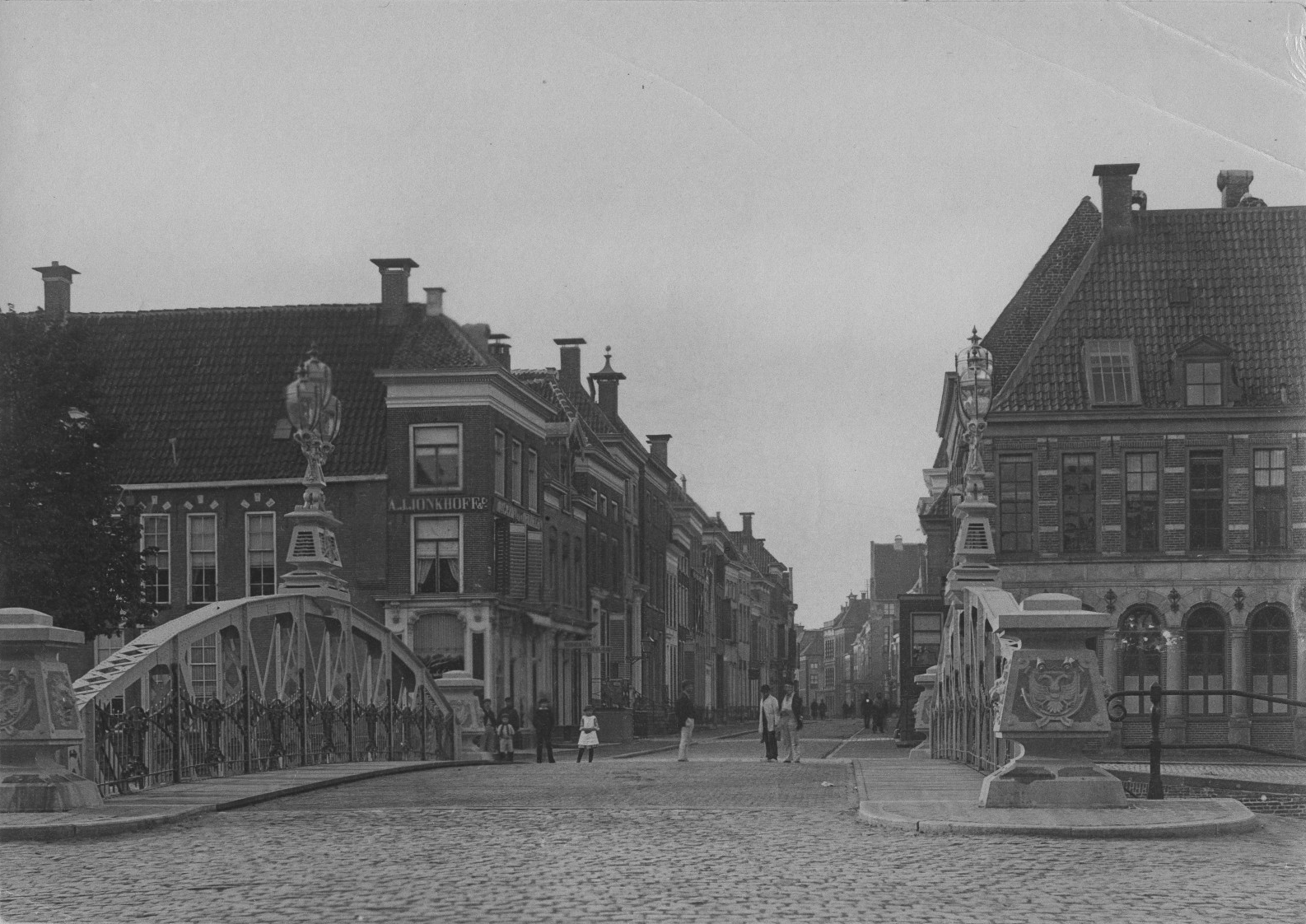
De Boteringebrug rond 1899 met op de achtergrond de Oude Boteringestraat

## Monumenten
De Oude Boteringestraat telt 28 panden die zijn aangewezen als rijksmonument. Daarnaast staan in de straat 26 gemeentelijke monumenten.
| Adres                                | Bouwjaar                  | Beschrijving | Monument  | Afbeelding |
| ------------------------------------ | ------------------------- | --- | --------- | ---------- |
| Oude Boteringestraat 1               | 16e eeuw                  | Woonhuis dat oorspronkelijk dateert uit 16e eeuw | GM 102892 |            |
| Oude Boteringestraat 2               | 1891                      | Woonhuis met neo-renaissance topgevel, begane grond nu winkel | GM 102916 |            |
| Oude Boteringestraat 3               | 1902                      | Bedrijfspand met bewoning, ontworpen door K.R. Bolhuis, verbouwing in 1927 door Kuiler & Drewes | GM 102893 |            |
| Oude Boteringestraat 4               | 1880                      | Winkel met bovenwoning, winkelpui van 1912, architect G. Hoekzema | GM 102917 |            |
| Oude Boteringestraat 5               | 17e eeuw                  | Woonhuis op de hoek van de Stalstraat | GM 102894 |            |
| Oude Boteringestraat 6               | Middeleeuwen              | Onderkelderd pand met bordes, twee verdiepingen. Pand bestaat uit een voorhuis en een achterhuis. De geschiedenis van het pand gaat terug tot eind 13e, begin 14e eeuw. Het gaat om een van de oorspronkelijke stadskastelen                    | RM 18627  |            |
| Oude Boteringestraat 7               | 15e eeuw                  | Woonhuis, oudste deel waarschijnlijk uit 15e eeuw, op de noordhoek van de Stalstraat | GM 103804 |            |
| Oude Boteringestraat 8/Poststraat 2  | 17e eeuw                  | Eenvoudig pand met verdieping en lage zolderverdieping, kroonlijst | RM 18628  |            |
| Oude Boteringestraat 9               | 1903                      | Woonhuis ontworpen door A.Th. van Elmpt | RM 486031 |            |
| Oude Boteringestraat 10/Poststraat 5 | 15e eeuw (casco)          | Huidig exterieur 19e-eeuws, drie bouwlagen met zadeldak | GM 102920 |            |
| Oude Boteringestraat 12              | 1764                      | Onderkelderd pand , waarin P. Noordhoff zich in 1869 vestigde. | RM 18629  |            |
| Oude Boteringestraat 13              | 1968                      | Bankgebouw ontworpen door Coen Bekink op de hoek van de Rode Weeshuisstraat | GM 104405 |            |
| Oude Boteringestraat 14              |                           | Pand met wee verdiepingen met kroonlijst | RM 18630  |            |
| Oude Boteringestraat 17              | 1892                      | Voormalig filiaal van De Nederlandsche Bank naar een ontwerp van A. Salm | RM 486040 |            |
| Oude Boteringestraat 19              | 1913                      | kantoor van de gemeenteontvanger, ontworpen door J.A. Mulock Houwer, tot recentelijk "Van Swinderenhuys" | GM 102895 |            |
| Oude Boteringestraat 23              | 15e eeuw 1710             | Huis met de 13 tempels | RM 18615  |            |
| Oude Boteringestraat 24              | 1250                      | Het Calmershuis, een van de oudste stenen huizen van de stad | RM 18632  |            |
| Oude Boteringestraat 26              | 1918-20                   | Oorspronkelijk winkelpand, tegenwoordig horeca, ontwerp van Joh. Prummel | GM 102924 |            |
| Oude Boteringestraat 27              | 15e eeuw                  | Woonhuis bestaande uit voor- en achterhuis. Eikenhouten kapconstructie wijst op bouw in late middeleeuwen, mogelijk 15e-eeuws. | RM 18616  |            |
| Oude Boteringestraat 29              | 15e eeuw                  | Woonhuis bestaande uit voor- en achterhuis dat doorloopt tot Het Klooster. Het voorhuis wellicht met een kern uit de late middeleeuwen. | RM 18617  |            |
| Oude Boteringestraat 31              | 1898                      | Pand naast entree van de Doopsgezinde kerk, vormt met de kerk en nr 35 een complex | GM 102899 |            |
| Oude Boteringestraat 32              | 17e eeuw                  | Herenhuis met kelderfragmenten uit de Middeleeuwen | GM 102927 |            |
| Oude Boteringestraat 33              | 1813                      | Doopsgezinde kerk | RM 18618  |            |
| Oude Boteringestraat 34              |                           | Twee historische panden in 1914 samengevoegd, tussen 34 en 36 bevindt zich een gave drup | GM 102928 |            |
| Oude Boteringestraat 35              |                           | woonhuis dat een complex vormt samen met Doopsgezinde kerk en nr 31 | GM 103791 |            |
| Oude Boteringestraat 36-38           | 17e eeuw                  | Oude rechtbank, in het gebouw restanten van voorganger uit de Middeleeuwen | RM 18633  |            |
| Oude Boteringestraat 37              |                           | Eenvoudig pand met verdieping en lage zolderverdieping | RM 18619  |            |
| Oude Boteringestraat 40              | Middeleeuwen              | tweelaags diephuis met zadeldak, achterhuis in 1991 gesloopt | GM 102930 |            |
| Oude Boteringestraat 41              | 15e/16e eeuw              | Woonhuis waarvan het oudste deel uit de 16e eeuw, wellicht zelfs 15e eeuw dateert. | GM 106312 |            |
| Oude Boteringestraat 42              | 16e eeuw                  | Woonhuis. Voorgevel met kroonlijst uit omstreeks 1800. Lage zolderverdieping onder zadeldak met voorschild. Sinds 2023 Confucius instituut. | RM 18634  |            |
| Oude Boteringestraat 43              | 17e eeuw                  | Pand met verdieping en lage zolderverdieping, sinds 1997 Hotel de Ville. Sinds 2022 hotel Halbert. | RM 18620  |            |
| Oude Boteringestraat 44              | 1791                      | College van Bestuur van de RuG, eerder ambtswoning van de Commissaris der Koningin | RM 18635  |            |
| Oude Boteringestraat 45              | 15e eeuw                  | Oorspronkelijk woonhuis, begane grond uit 15e eeuw, in 19e eeuw verbouwd tot drie lagen met kap, nu samengevoegd met hotel op nr 43 | GM 102903 |            |
| Oude Boteringestraat 46              | 18e eeuw                  | Woonhuis met verdieping | RM 18636  |            |
| Oude Boteringestraat 47              | 1932                      | Winkel met bovenwoning, ontworpen door Joh. Prummel | GM 102904 |            |
| Oude Boteringestraat 50              |                           | | RM 18637  |            |
| Oude Boteringestraat 51              |                           | Woonhuis, deels onderkelderd oorspronkelijk uit de 15e/16e eeuw | GM 102906 |            |
| Oude Boteringestraat 52              | 13e eeuw                  | Zes traveeën breed onderkelderd woonhuis met verdieping onder dwars zadeldak. In de toppen van de kopse gevels een 13e-eeuwse nissengeleding, resten van een houten kelderzoldering, kapconstructie uit de 15e eeuw met hergebruikte onderdelen | RM 18638  |            |
| Oude Boteringestraat 53              |                           | Woonhuis oorspronkelijk uit de 16e eeuw, met wellicht nog oudere kern, onderkelderd achterhuis uit 16e/vroege 17e eeuw | GM 102907 |            |
| Oude Boteringestraat 54              | 1860                      | Winkel/woonhuis | GM 102936 |            |
| Oude Boteringestraat 57/Pausgang 4   | Middeleeuwen              | Door velen als bijzonder gezien complex tussen Oude Boteringestraat en Pausgang, bestaande uit voorhuis, 15e eeuw, wellicht zelfs 14e eeuw, diep achterhuis uit 16e eeuw, daarnaast gedeeltes uit 18e en 19e eeuw.                              | GM 102908 |            |
| Oude Boteringestraat 58,58a,58b      | 17e eeuw                  | Oorspronkelijk woonhuis uit ten minste de 17e eeuw | GM 102937 |            |
| Oude Boteringestraat 59-59h          | 1896                      | Woonhuis ontworpen door P.M.A. Huurman | RM 486048 |            |
| Oude Boteringestraat 60              | 16e eeuw                  | Oorspronkelijk woonhuis, nu kantoor, voorhuis verbouwd in 1933 naar ontwerp van Nijhuis & Reker | GM 106313 |            |
| Oude Boteringestraat 63              | Late middeleeuwen (casco) | Vier traveeën breed pand met twee volledige verdiepingen, eerder in gebruik bij Minerva, anno 2017 ateliers en woonruimte voor kunstenaars | RM 18621  |            |
| Oude Boteringestraat 65              |                           | | RM 18622  |            |
| Oude Boteringestraat 66              | 16e/17e eeuw              | Oorspronkelijk woonhuis | GM 102939 |            |
| Oude Boteringestraat 67              |                           | | RM 18623  |            |
| Oude Boteringestraat 69              |                           | | RM 18624  |            |
| Oude Boteringestraat 71              |                           | | RM 18625  |            |
| Oude Boteringestraat 72              | Middeleeuwen              | In kelder van het pand zat deel middeleeuwse stadsmuur verborgen, bij sloopwerkzaamheden is deze vrijwel verdwenen | RM 18639  |            |
| Oude Boteringestraat 73              | 15e/16e eeuw              | | RM 18626  |            |
| Oude Boteringestraat 74              | 1634                      | Corps de Garde | RM 18640  |            |

Achter de Muur · 
Akerkhof · 
Akerkstraat · 
Broerstraat · 
Brugstraat ·
Bruine Ruiterstraat ·
Burchtstraat · 
Butjesstraat ·
Carolieweg ·
Coehoornsingel · 
Donkersgang · 
Driften · 
Emmaplein · 
Folkingestraat · 
Folkingedwarsstraat ·
Ganzevoortsingel · 
Gasthuisstraatje ·
Gedempte Kattendiep ·
Gedempte Zuiderdiep ·
Gelkingestraat ·
Grote Kromme Elleboog ·
Grote Markt ·
Guldenstraat ·
Guyotplein ·
Haddingestraat ·
Haddingedwarsstraat ·
Hardewikerstraat ·
Hereplein · 
Herebinnensingel ·
Heresingel ·
Herestraat ·
Hoekstraat ·
Hofstraat ·
Hoge der A ·
Hoogstraatje ·
Jacobijnerstraat ·
Kleine der A ·
Kattenhage ·
Kleine Kromme Elleboog ·
't Klooster ·
Kostersgang ·
Koude Gat ·
Kreupelstraat ·
Kwinkenplein ·
De Laan ·
Lage der A ·
Lopende Diep ·
Lutkenieuwstraat ·
Marktstraat ·
Martinikerkhof ·
Munnekeholm ·
Muurstraat ·
Naberstraat ·
Nieuwe Boteringestraat ·
Nieuwe Ebbingestraat ·
Nieuwe Kerkhof ·
Nieuwe Kijk in 't Jatstraat ·
Nieuwe Markt ·
Nieuwstad ·
Noorderhaven ·
Oosterstraat ·
Ossenmarkt ·
Oude Boteringestraat ·
Oude Ebbingestraat ·
Oude Kijk in 't Jatstraat ·
Papengang ·
Pausgang · 
Pelsterstraat ·
Peperstraat ·
Poelestraat ·
Praediniussingel ·
Rademarkt ·
Radesingel ·
Reitemakersrijge ·
Rode Weeshuisstraat ·
Schoolstraat · 
Schoolholm · 
Schuitemakersstraat ·
Schuitendiep · 
Sieboldsgang · 
Singelstraat · 
Sint Jansstraat ·
Sint Walburgstraat ·
Spilsluizen ·
Stationsstraat ·
Steentilstraat ·
Stoeldraaierstraat · 
Torenstraat · 
Turfstraat ·
Turfsingel ·
Turftorenstraat ·
Ubbo Emmiussingel ·
Vismarkt ·
Visserstraat ·
Waagstraat ·
Zoutstraat ·
Zwanestraat